# هوادیان انرژی
هوادیان انرژی (انگلیسی: Huadian Energy) شرکت برق چینی است، که در سال ۱۹۹۴ توسط شرکت هوادیان چین تأسیس شد.